# Zwetschgenkuchen

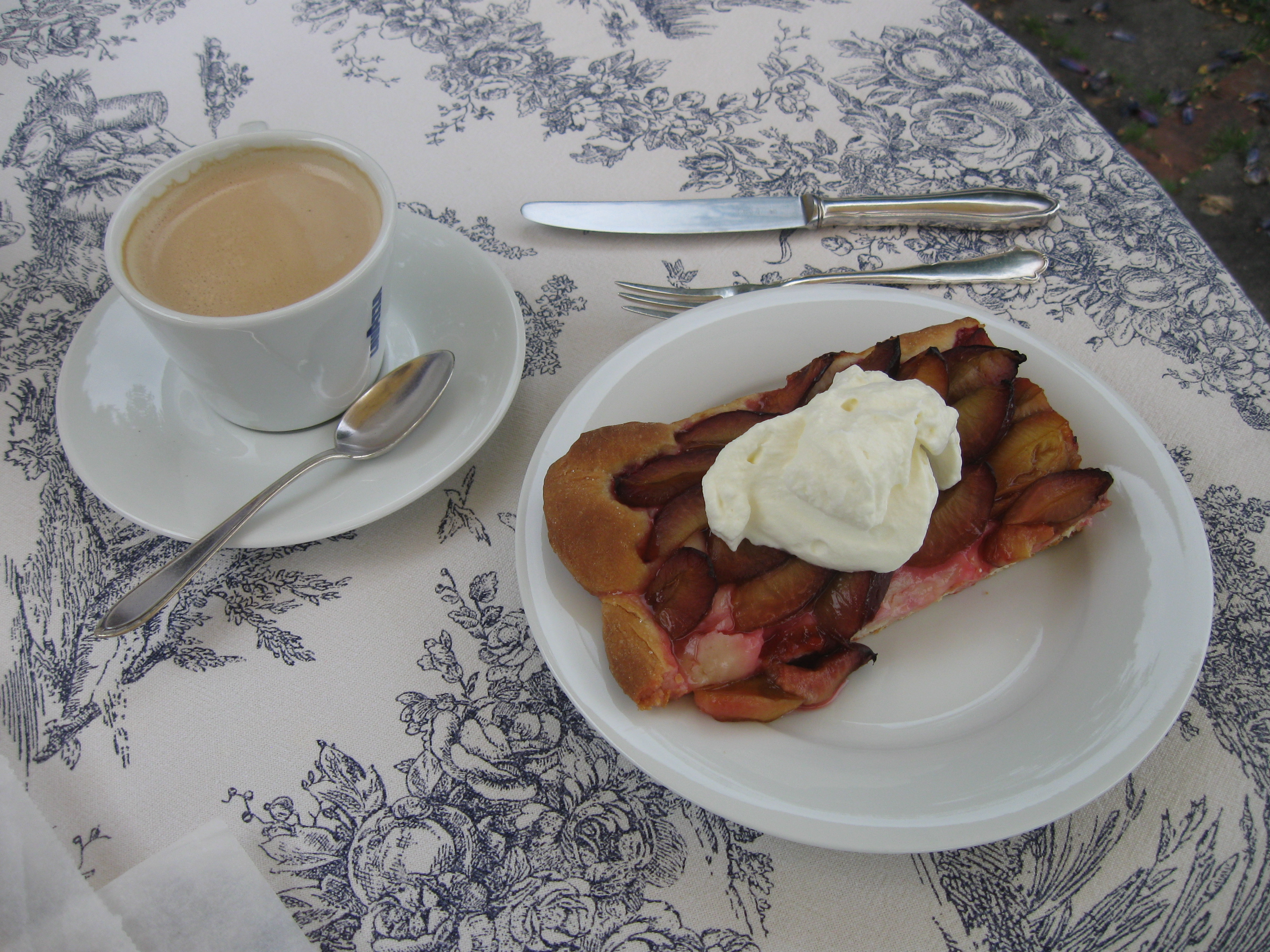
Ein Stück Pflaumenkuchen mit Schlagsahne und einer Tasse Kaffee

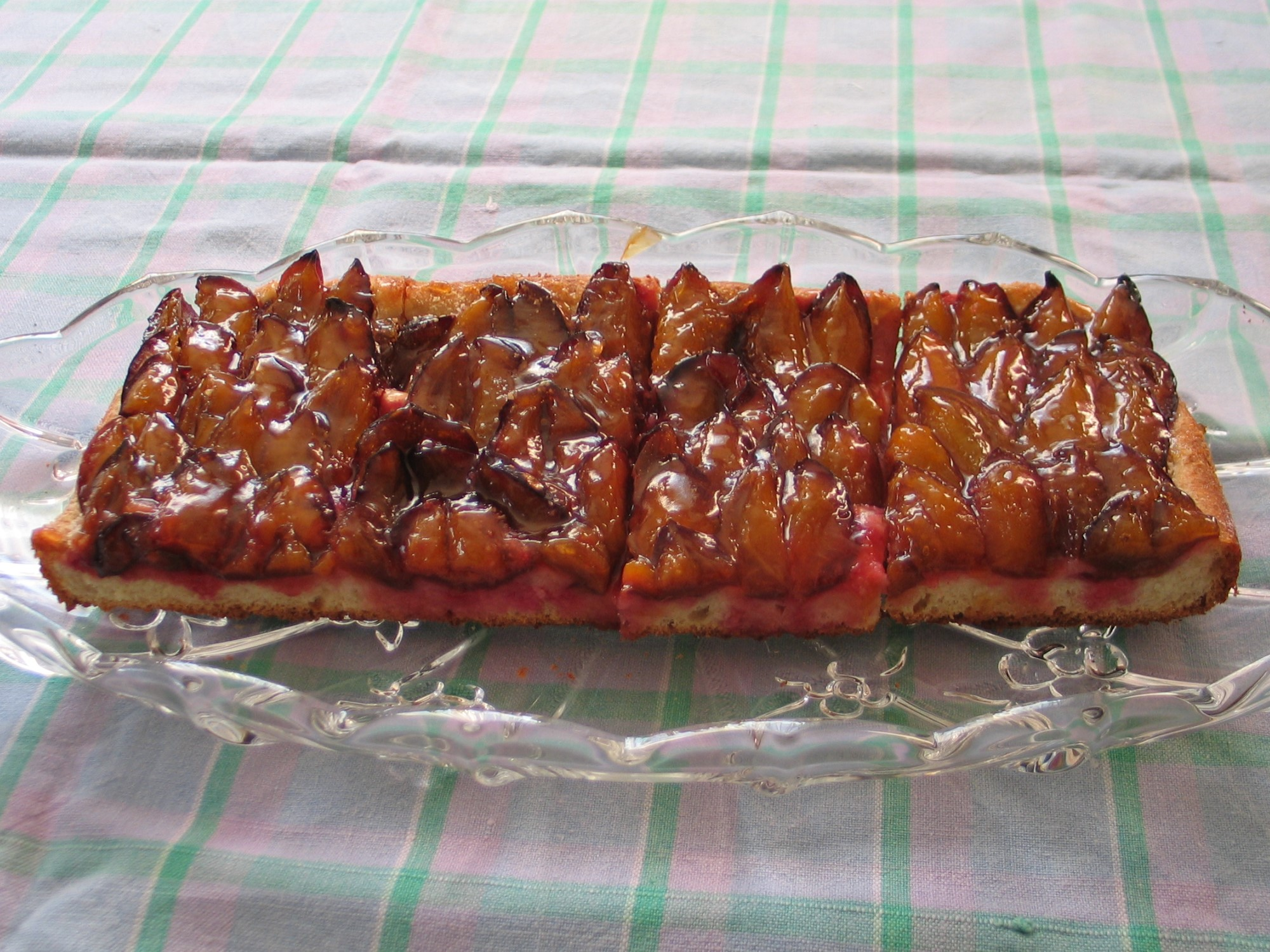
Zwetschgendatschi mit Tortenguss

Zwetschgenkuchen oder Pflaumenkuchen ist ein Blechkuchen, der traditionell aus Hefeteig hergestellt wird. Der Teig wird auf einem Backblech ausgebracht und mit halbierten oder geviertelten und entsteinten Zwetschgen (einer Unterart der Pflaume) und häufig auch mit Streuseln belegt. Es gibt auch Varianten aus Mürbeteig, Hefe-Mürbeteig, Quark-Öl-Teig oder Rührteig. In der Pfalz, Rheinhessen und Unterfranken isst man Zwetschgenkuchen auch mit Kartoffelsuppe oder Gemüsesuppe als Hauptgericht zu Mittag („Grumbeersupp mit Quetschekuche“). Im Saarland ist hingegen Bohnensuppe mit Zwetschgenkuchen eine beliebte Kombination („Bibbelschesbohnesupp un Quetschekuche“).
Zwetschgenkuchen kann je nach Geschmack  nachträglich mit etwas Zucker bestreut werden, um die Säure der Zwetschgen auszugleichen.
Pflaumenkuchen ist als Sommerkuchen bekannt.

## Bezeichnungen
Zwetschgenkuchen und Pflaumenkuchen werden in den verschiedenen Regionen Deutschlands, Österreichs und der Schweiz mit teils abweichenden Eigennamen bezeichnet. In ihrem Wörterbuch konnten die Brüder Grimm verschiedene alte deutsche Bezeichnungen für Zwetschgengebäcke in der Literatur nachweisen, die auch heute noch gebräuchlich sind:

### Zwetschgentorte
In Wörterbüchern aus den Jahren 1678, 1702 bzw. 1712 ist die Zwetschentorte (italienisch torta di prugna, torta di prugne oder Prugnata bzw. französisch tourte de prunes) verzeichnet.

### Zwetschgenfladen
Die Erwähnung eines Zwetschgenfladens fanden die Brüder Grimm in einem Lustspiel von Joseph von Petrasch aus dem Jahr 1765.

### Zwetschgenkuchen
Die Bezeichnung zwespenkuchen taucht 1780 in einem österreichischen Idiotikon, quetschenkuchen im Wörterbuch der elsässischen Mundarten von Ernst Martin und Hans Lienhart auf. In Hessen, Rheinland-Pfalz und dem Saarland als Quetschekuche ausgesprochen.

### Zwetschgendatschi

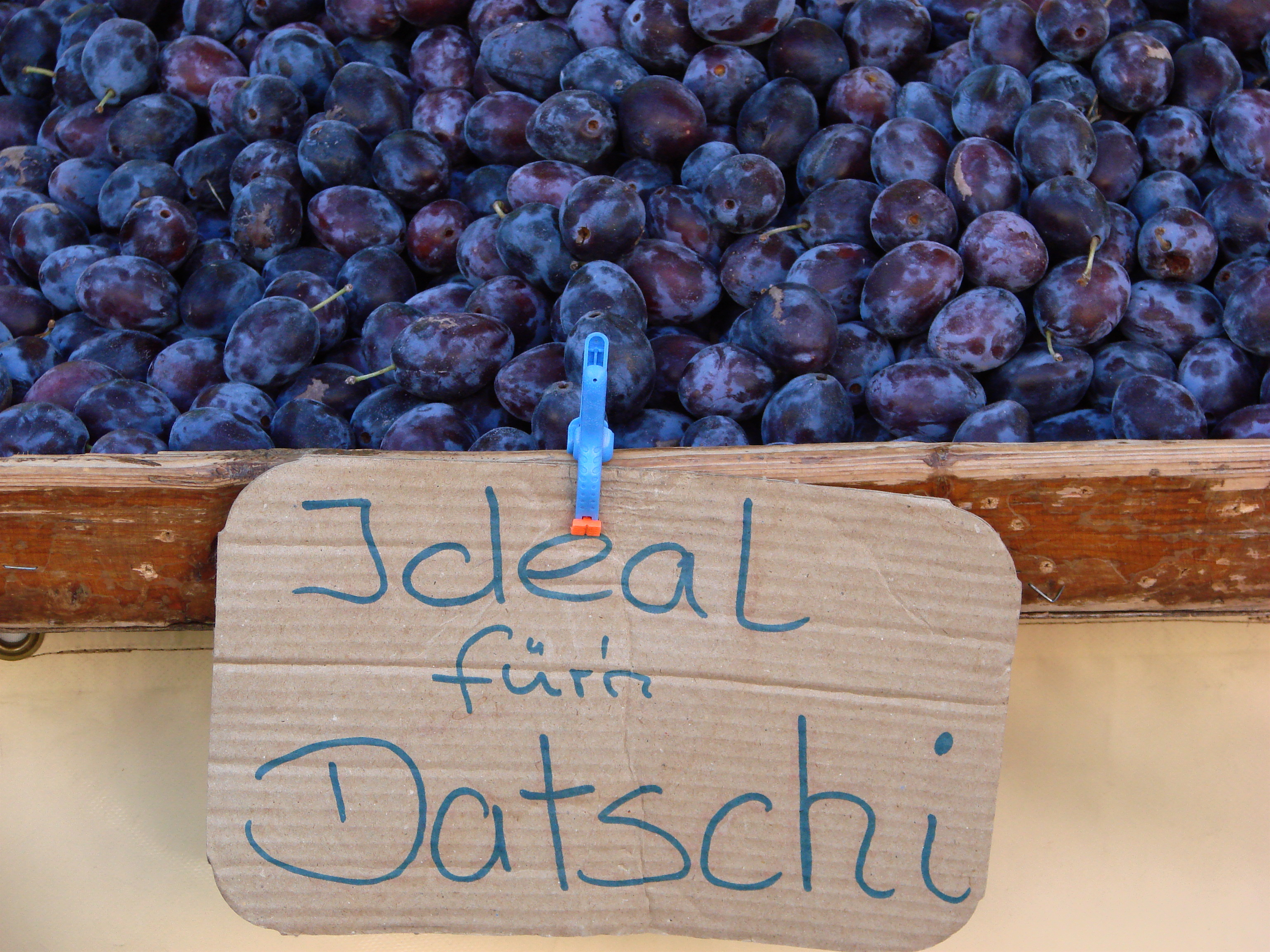
Angebot an Zwetschgen mit dunkellila Farbton („Ideal für’n Datschi“) auf dem Viktualienmarkt in München

Die Brüder Grimm fanden Zwetschentatsche in schwäbischen und südmährischen Schriften. Im Deutschen Provinzialwörterbuch aus dem Jahr 1792 wird Zwetschendatschi als Augsburger Kuchen aufgelistet. Zwetschgendatschi, oft auch kurz Datschi, gilt als kulinarische Spezialität der Stadt Augsburg. Darausresultierend werden die Bewohner der schwäbischen Bezirkshauptstadt (Datschiburg) gerne auch als Datschiburger bezeichnet. Ferner heißt es, die Form der aufgeschnittenen Zwetschgen auf dem Datschi gleiche der Zirbelnuss im Augsburger Stadtwappen. Das Wort „Datschi“ leitet sich aus dem ober- und mitteldeutschen Wort „detschen“ oder „datschen“ ab, das man als „hineindrücken“ („tatschen“) übersetzen kann (die Zwetschgen werden in den Teig hineingedrückt).
In seiner ursprünglicheren Variante wird Augsburger Zwetschgendatschi mit Mürbteig und ohne Streusel gebacken. Heute ist Datschi oft mit Butterstreuseln anzutreffen, die aus Butter, Zucker, Mehl, Mandelblättchen und etwas Salz hergestellt und teils noch mit Vanillezucker und Zimtpulver verfeinert werden. Frühzwetschgen geben beim Backen viel Saft ab, der durch einen Streuselbelag gebunden werden kann, während Spätzwetschgen dagegen relativ fest bleiben.
Die Bezeichnung Zwetschgendatschi ist in Süddeutschland und Österreich und die Kurzform Datschi inzwischen in ganz Bayern verbreitet.

### Andere Bezeichnungen
Man kennt ihn im Rheinland und in der Eifel unter dem Namen Pruumetaat oder Prummekooke, in Franken als Quetschichplôzn (Zwetschgenplootz), in Schlesien als Pflaumakucha (Schläscher Pflaumakucha). Alten Rezepten zufolge wurde Quetschenplatz (um 1780) auch aus Brotteig gebacken.

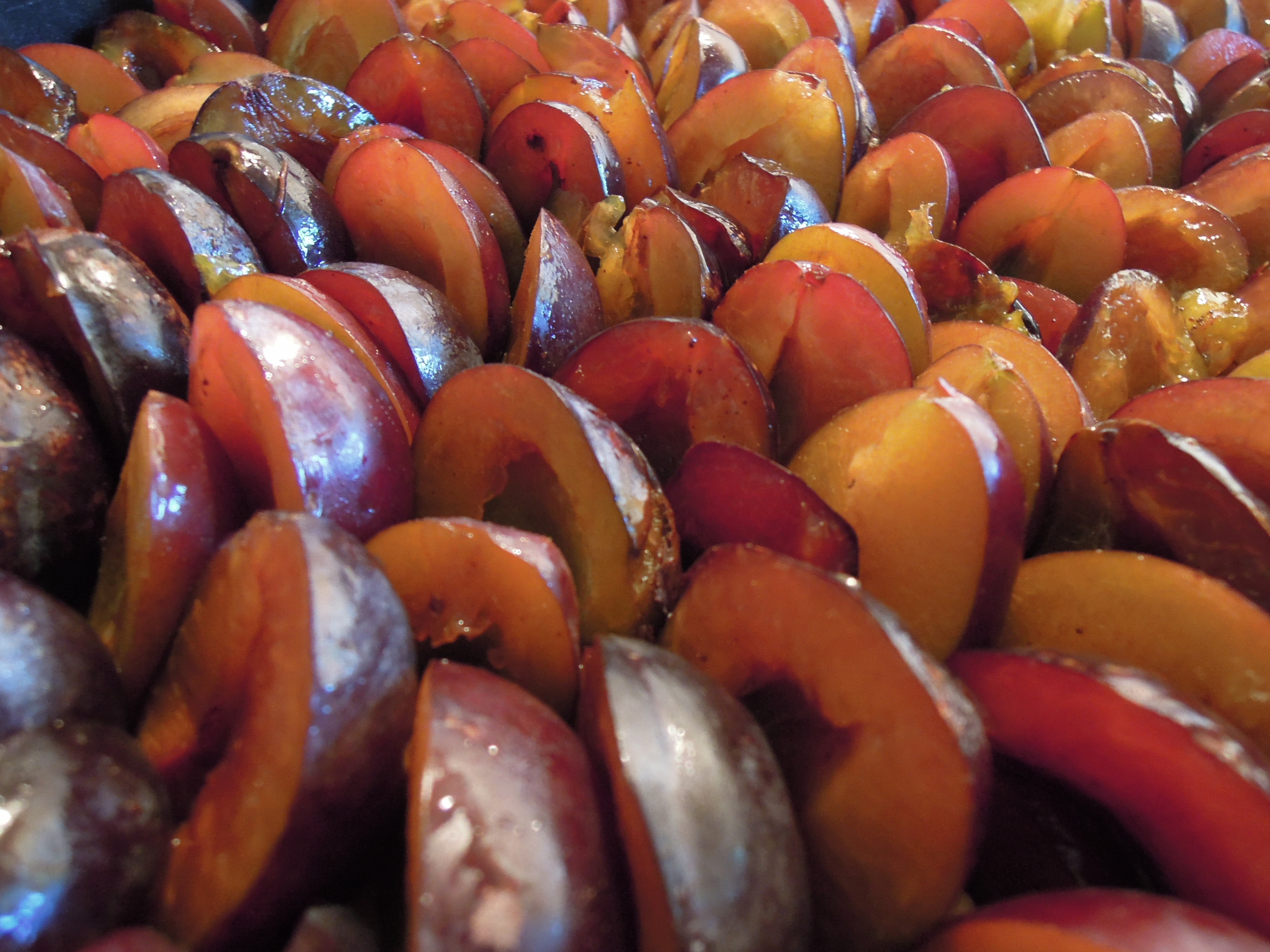
Belag vor dem Backen
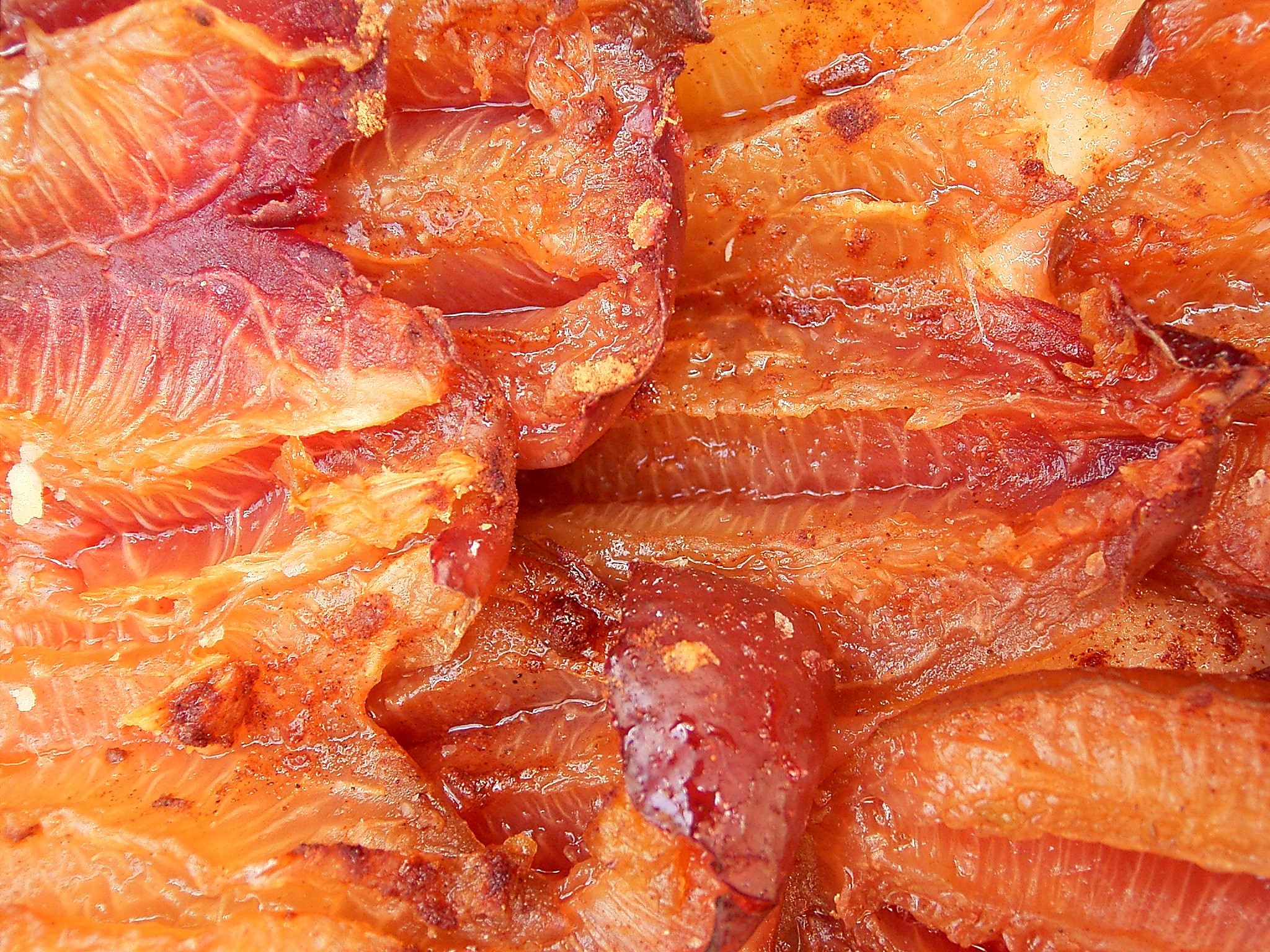
Belag nach dem Backen
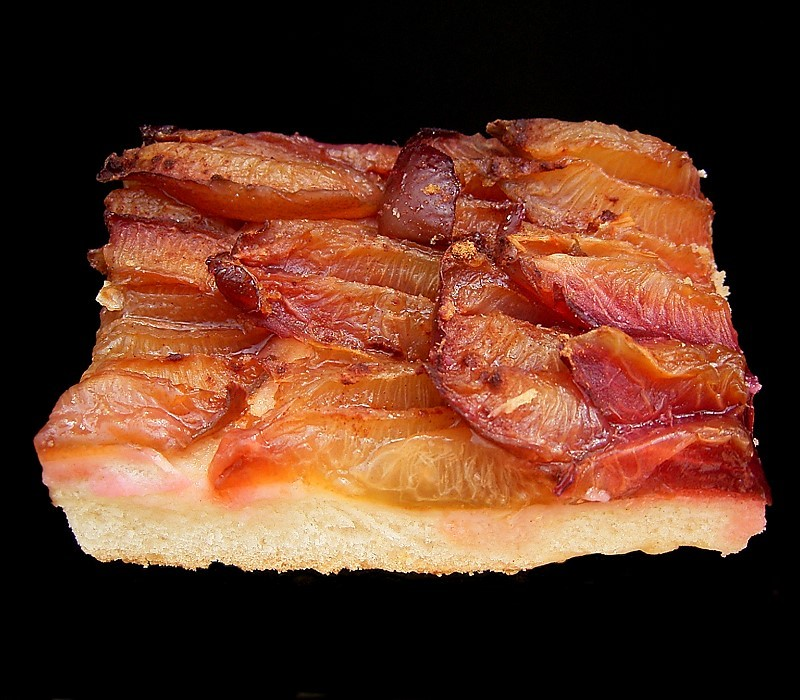
Blechkuchenschnitte
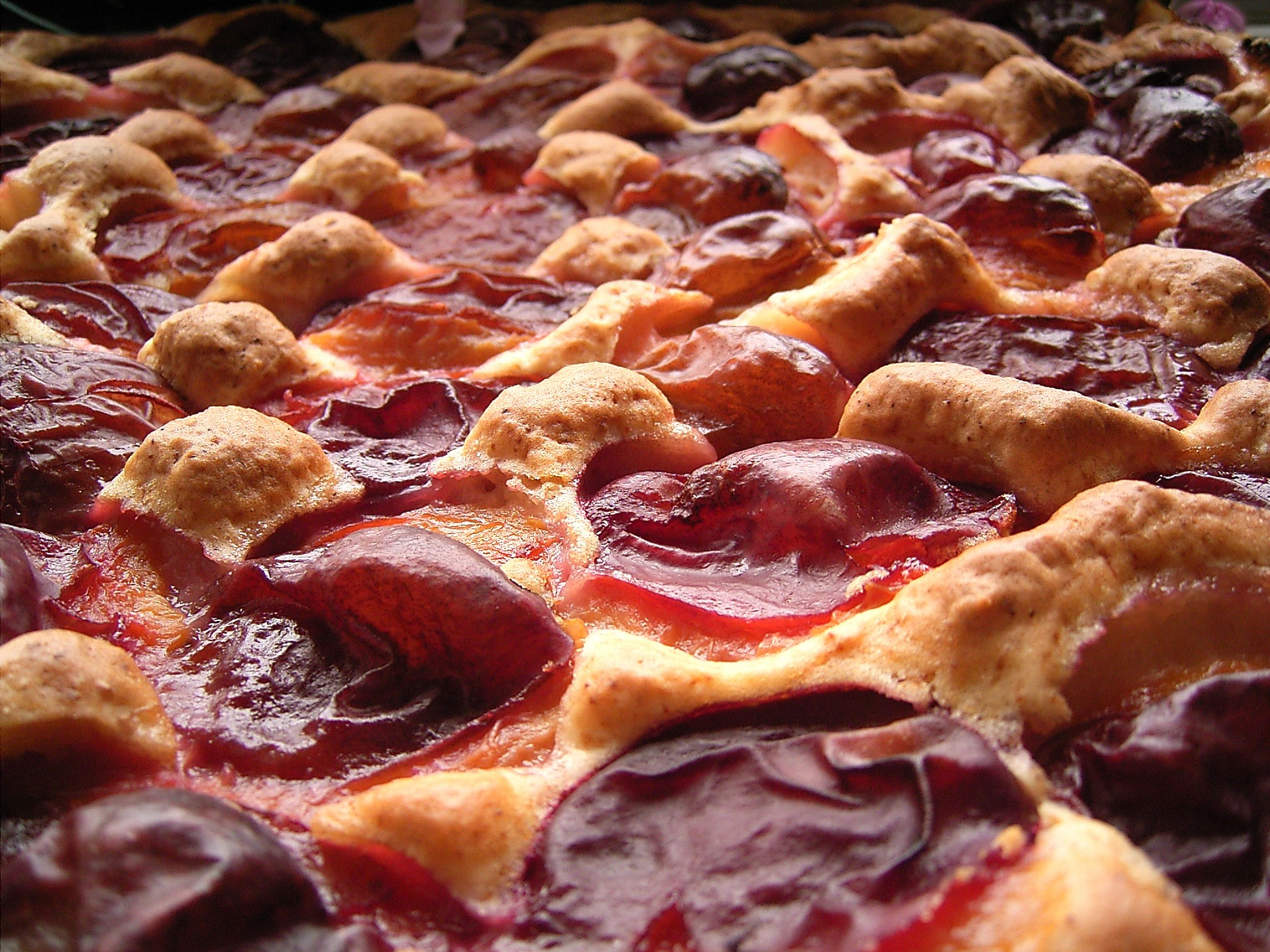
Zwetschgenkuchen-Variante aus Rührteig mit aufgegangenen Stegen
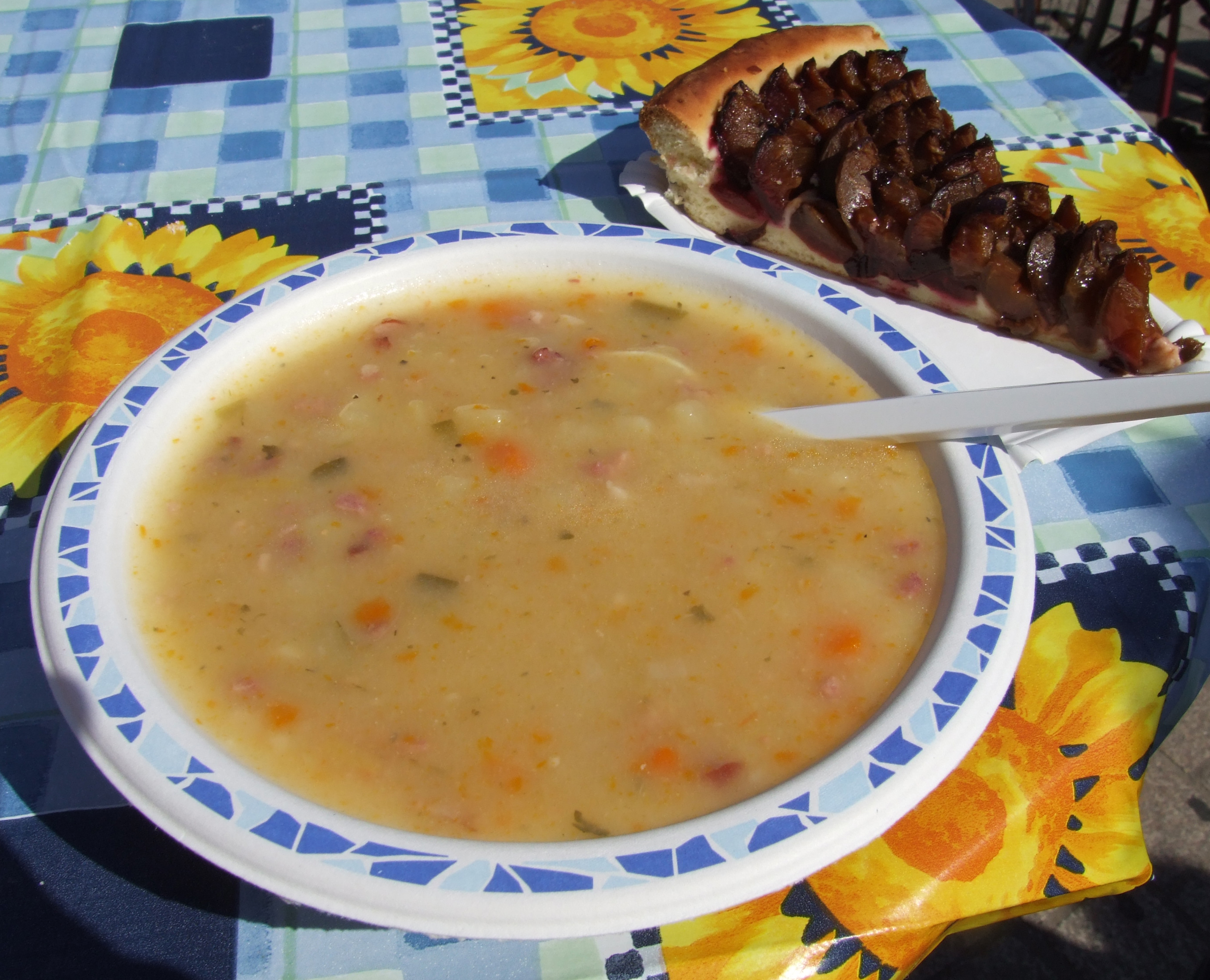
Grumbeersupp un Quetschekuche
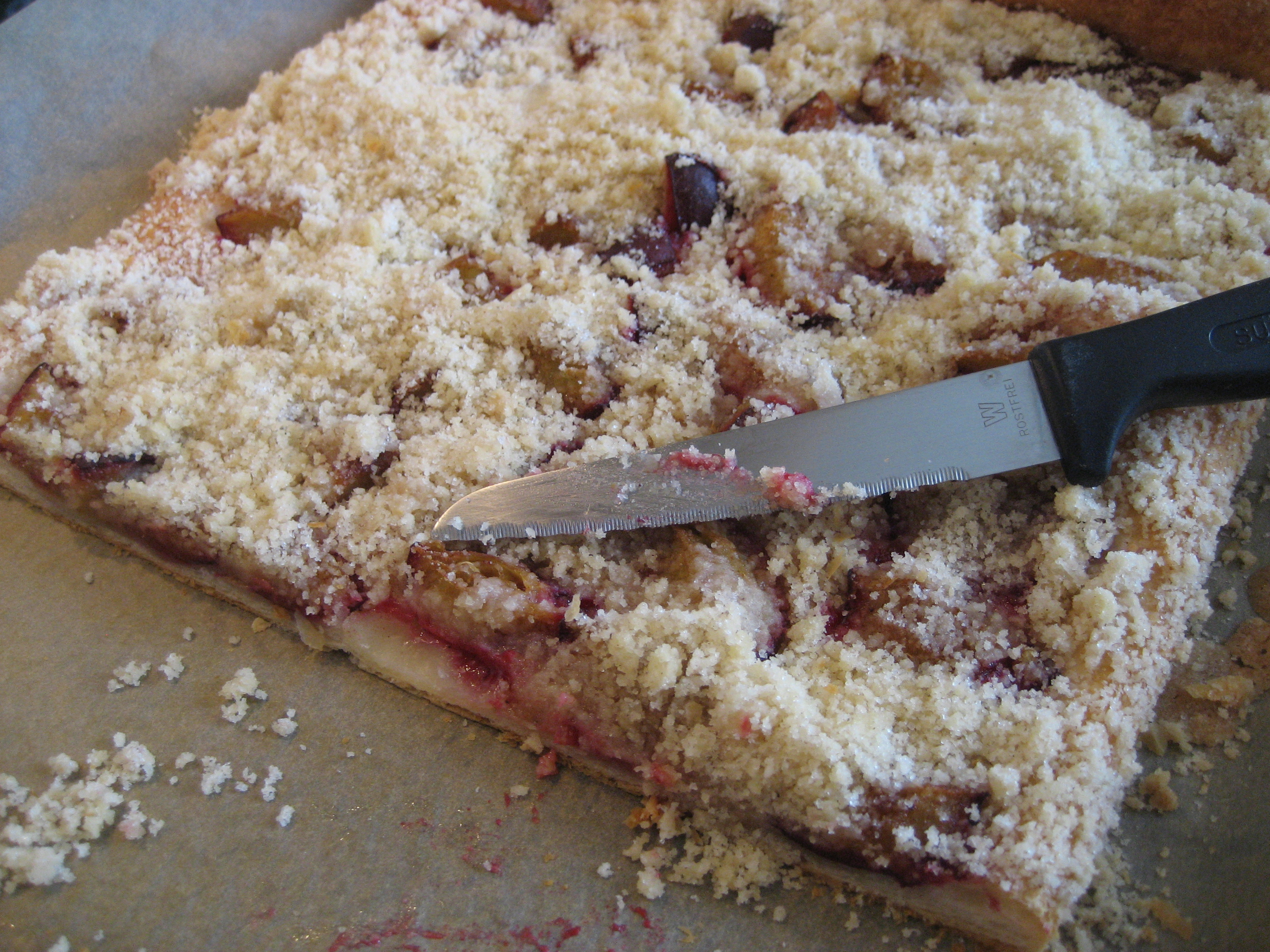
Österreichischer „Zwetschgenfleck“ mit Zuckerstreuseln